# Joško Vlašić
Joško Vlašić, född 22 juli 1956 i Split, är en före detta kroatisk friidrottare och tävlade för dåvarande Jugoslavien.
Vlašić är kroatisk rekordhållare i tiokamp med 7 659 poäng satt i Izmir 24 juni 1983. (Serien: 11,47 6,94 13,85 2,03 50,79 14,96 46,18 4,20 58,94 4.31,88)
Han fick med 7 329 poäng plats 16 i tiokampen vid VM i friidrott 1983 i Helsingfors, samma år vann han Medelhavsspelen på 7 440 poäng.
Han är pappa och tränare till höjdhopparen Blanka Vlašić, som fick sitt förnamn efter orten Casablanca, där pappan tävlade i Medelhavsspelen 1983, samma år hon föddes.